# Coloracris azureus
Coloracris azureus är en insektsart som beskrevs av Willemse, C. 1938. Coloracris azureus ingår i släktet Coloracris och familjen gräshoppor. Inga underarter finns listade i Catalogue of Life.